# Station balnéaire de Wendenschloss
 (décembre 2021).

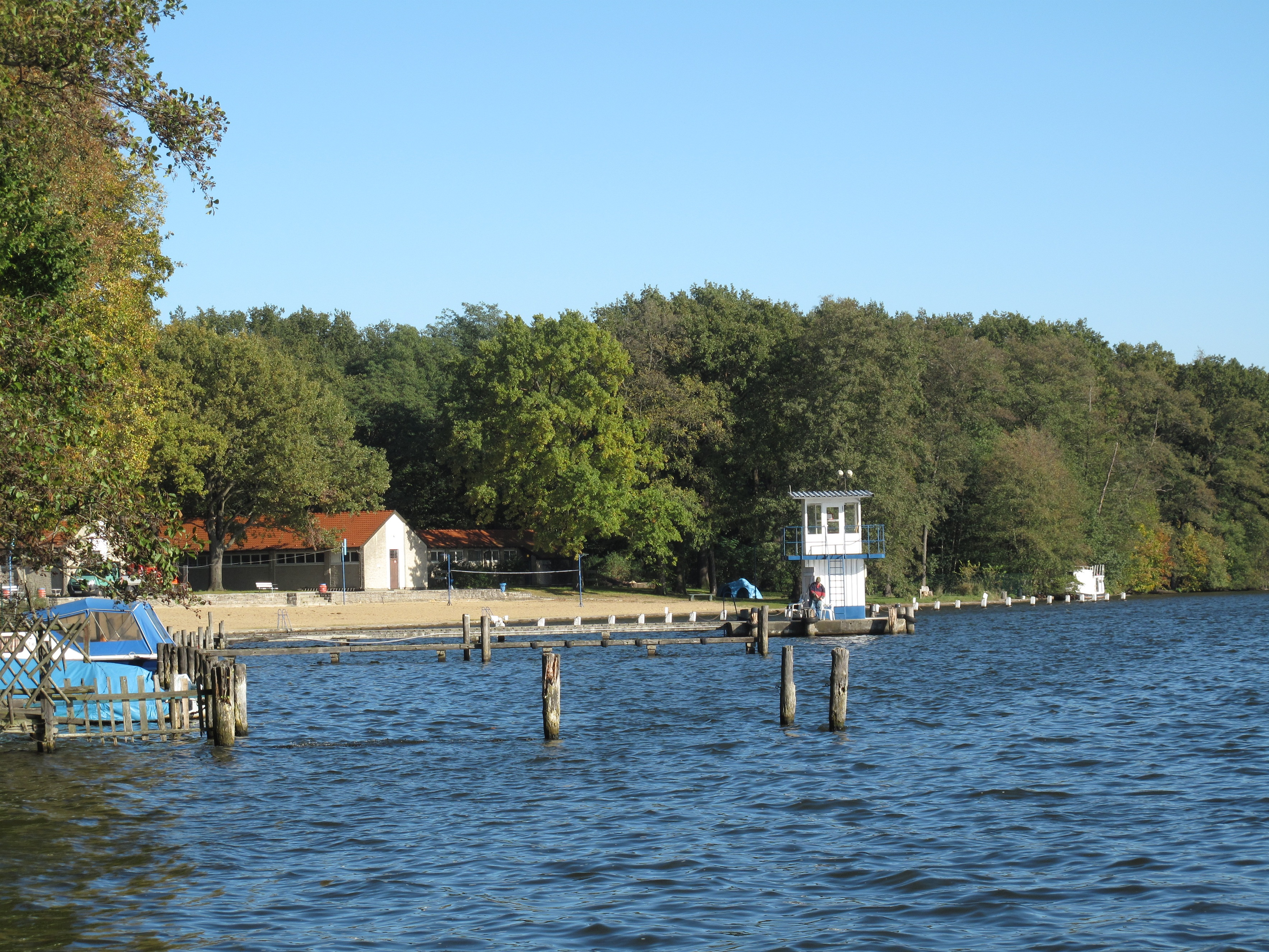
Seebad Wendenschloss- la station balnéaire de Wendenschloss.

La station balnéaire de Wendenschloss (Seebad Wendenschloss), également appelée plage de Wendenschloss ou piscine en plein air de Wendenschloss est un établissement de bains public situé à Berlin, dans le quartier Köpenick de l'arrondissement de Treptow-Köpenick.
La piscine en plein air se trouve dans le lieu-dit Wendenschloß, dans la forêt urbaine de Berlin, sur la rive nord du Langen See. Sur la rive sud opposée du lac se trouvent les installations et la tribune du circuit de régates de Berlin-Grünau. Ouverte en 1915 la piscine, riche en traditions, est la propriété de la commune de Berlin et est exploitée par une famille de locataires.

## Plage, installations

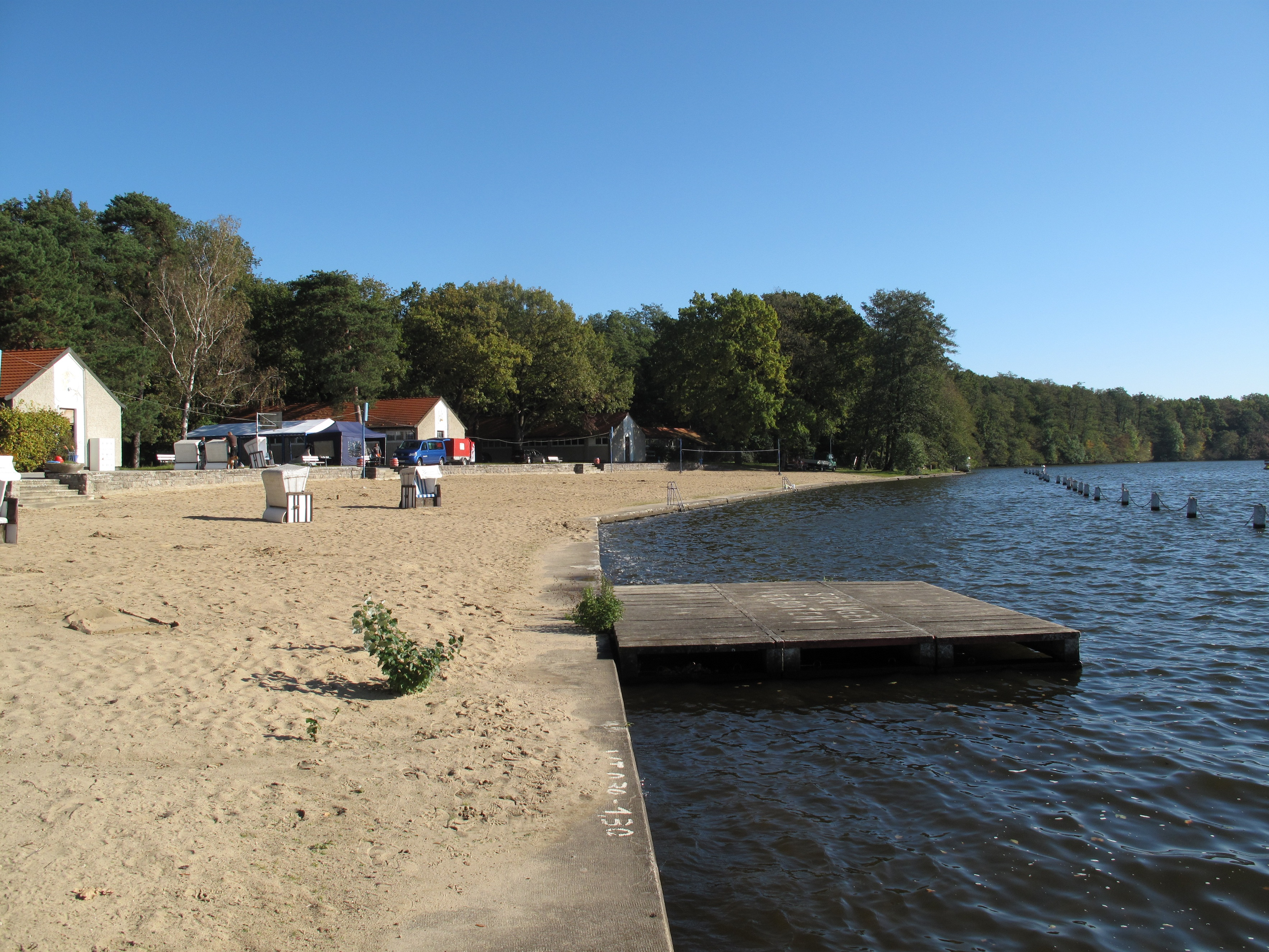
Plage avec un ponton vers l'eau.

L'établissement dispose d'une surface totale d'environ 4 000 m2. La plage d'environ 2 000 m2, inclinée vers l'eau, est composée de sable blanc fin et a une longueur d'environ 100 mètres et une largeur d'environ 20 mètres. Dans la zone aquatique, il est mis à disposition un plongeoir et une partie délimitée pour les non-nageurs. Des bateaux et des pontons peuvent être loués. En activités terrestre, la station balnéaire allemande met à disposition un terrain de beach-volley, des tables de ping-pong, un terrain de badminton, un bowling, un échiquier en plein air et une aire de jeux avec un portique d'escalade. La zone comprend également des pelouses, des chaises longues, des parasols et des chaises de plage. Les installations sanitaires ont été rénovées en 2011 selon les normes actuelles.

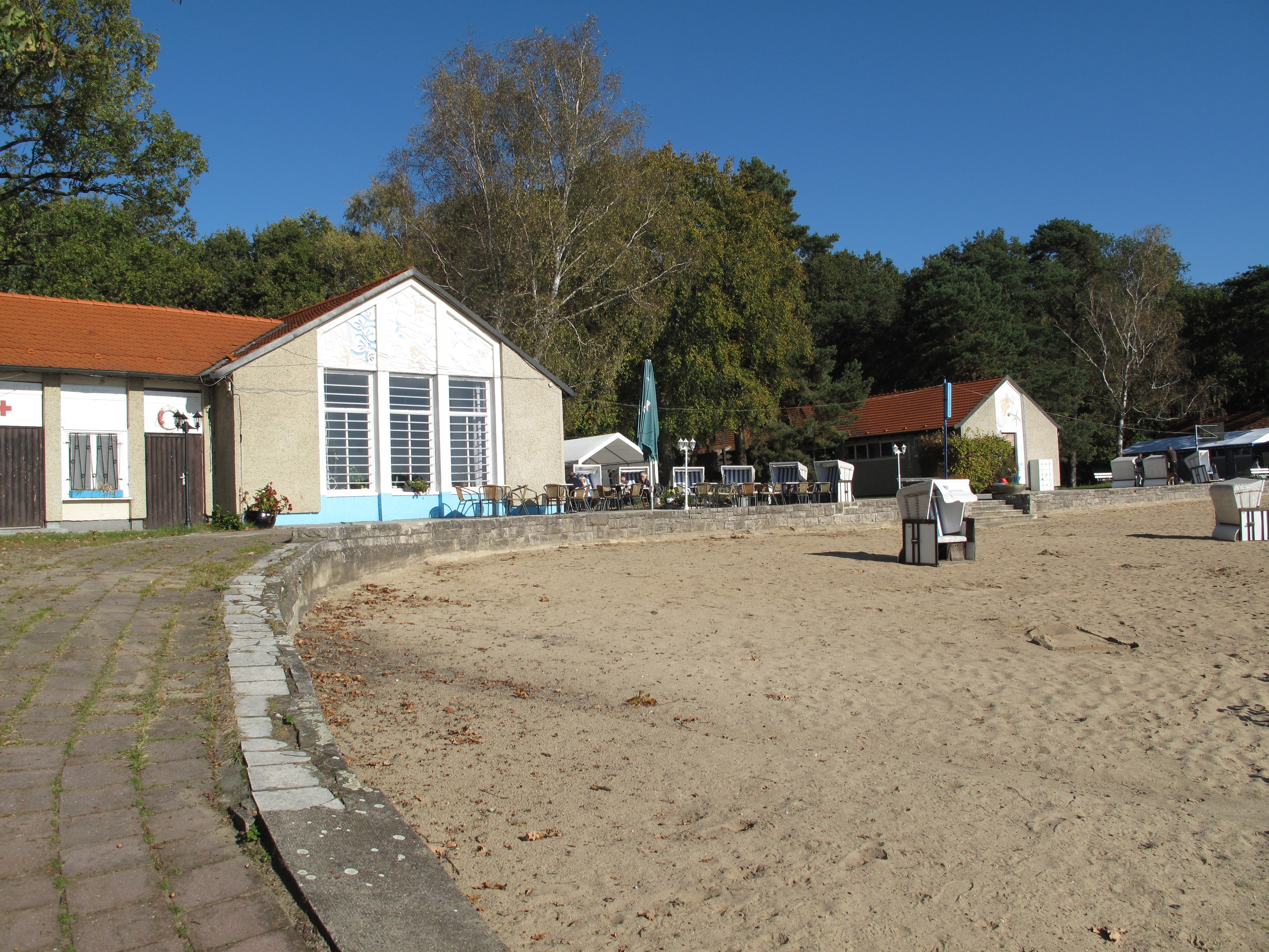
La plage.

Les classes peuvent passer la nuit dans un local ou camper sur le site après inscription. Pour la restauration, le local Zum Seestern est à disposition avec une salle de restaurant, un snack et une grande terrasse. Il est également accessible sans droit d'entrée. La piscine en plein air est généralement ouverte du 1er mai au 30 septembre, le restaurant est également ouvert en octobre, mars et avril (situation en 2015).
Sur le terrain de la baignade se trouvent les deux sculptures suivantes
- Seerobbe de Erwin Damerow, pierre artificielle, date de création inconnue selon "Bildhauerei in Berlin" (après-guerre Est). L'aperçu général des monuments et sculptures dans l'arrondissement de Treptow-Köpenick indique comme année d'installation 1970.
- Baigneuse de Walter Lerche, bronze, date de création inconnue (après-guerre Est)[4],[5]. La vue d'ensemble des monuments et sculptures dans l'arrondissement de Treptow-Köpenick répertorie la figure comme Nu féminin debout - à ne pas confondre avec le Nu féminin, également de Lerche, qui se trouve un peu plus à l'ouest, au Möllhausenufer 1/coin Wendenschloßstraße, sur la Dahme.Plage avec un ponton vers l'eau.

## Qualité de l'eau
La Dahme, comme tous les cours d'eau principaux de Berlin, est endiguée et s'écoule extrêmement lentement ; en 2004, elle a atteint la Classe de qualité des eaux III de l'UE en ce qui concerne l'état de pollution par les matières organiques dégradables.
La piscine en plein air est conforme à la Directive sur les eaux de baignade de l'UE. La profondeur de visibilité était de 80 cm en septembre 2011. Sur la base d'un prélèvement effectué le 5 septembre 2011 à la piscine, le Landesamt für Gesundheit und Soziales a jugé la situation hygiénique de l'eau comme bonne. Le 21 juin 2011, l'office avait certifié que la qualité de l'eau du lieu de baignade était excellente.

## Transports et liaisons
Avec les transports en commun, Wendenschloß est accessible depuis la S-Bahnhof Köpenick avec le ligne de tramway 62 ou depuis Grünau avec le BVG-Fähre(F12). Il faut environ 15 minutes à pied pour aller de la station de ferry à la station balnéaire, et environ 10 minutes à pied pour aller depuis l'arrêt de tramway.
La partie de la forêt de Berlin dans laquelle se trouve la station balnéaire fait partie du territoire de Teufelssee avec les Müggel- und Kanonenbergen. Le Teufelssee avec son cabinet d'étude et son sentier d'interprétation de la nature est à environ 70 minutes de marche des bains. Au sud-est, un sentier de randonnée longe le lac depuis la rive de Möllhausen jusqu'à la presqu'île de Krampenburg en passant par la station balnéaire, le restaurant forestier Schmetterlingshorst et le restaurant Marienlust, incendié en 1997. À Krampenburg, il existe pendant la saison estivale une liaison par ferry des BVG(F21) vers Schmöckwitz.

## Histoire
Le lieu existe depuis 1905, et a subi quelques changements.
La station balnéaire de Wendenschloss a été fondée en 1915 (autre indication : 1914) et a été mise en service comme bain municipal. Comme il était d'usage à l'époque, il se composait d'un bain pour femmes et d'un bain pour hommes. Le bâtiment principal, le bâtiment central, avait une longueur de 56 mètres et une profondeur(largeur) de 3,80 mètres. Les ailes adjacentes à gauche et à droite mesuraient 7 × 10,5 m et disposaient chacune de 15 pièces individuelles fermant à clé, d'un vestiaire collectif et de toilettes. Les trois bâtiments étaient construits en bois avec un revêtement en planches rabotées. La plage avait alors une longueur de seulement 60 m et une largeur de 4 m..
« L'emplacement idyllique, relié au quartier de Wendenschloß, au milieu de la forêt, et les installations des bains, confortables pour l'époque, constituaient un pôle d'attraction particulier. La difficulté d'accès à la piscine ne permettait pas une fréquentation de masse. Cette situation changea au cours des années 1920. En 1928, la municipalité mit à disposition des moyens pour agrandir les bains, de sorte qu'une aile d'environ 20 m de long put être ajoutée de chaque côté pour servir de bain aux femmes ou aux hommes. Le centre pouvait désormais être utilisé comme bain familial. »
Pendant la Seconde Guerre mondiale, les bains et leurs bâtiments historiques furent détruits par une bombe. La reconstruction s'est faite par des bâtiments en béton relativement peu décoratifs. De plus, la transition naturelle entre l'eau et le sable a été entourée d'une bordure en béton - selon Kristine Jaath, il s'agit d'une méthode de construction typique de la RDA dans les stations balnéaires de Berlin-Est, qui aurait été introduite vers 1973 à l'époque du Festival mondial de la jeunesse et des étudiants de Berlin. Depuis le bord, on peut se glisser dans l'eau en s'asseyant ou en descendant par deux échelles de bain à trois marches.

## Liens Web
- Berliner Bäder-Betriebe, Freibad Wendenschloss. Équipements, transports, tarifs, heures d'ouverture.
- Plage de Wendenschloss, page d'accueil.
- Top-Schwimmbad, Seebad Wendenschloss. photo aérienne (Google).